# Jorge Fernandes
Jorge Luiz Leite Fernandes (Río de Janeiro, Brasil, 3 de abril de 1962) es un nadador brasileño retirado especializado en pruebas de estilo libre, donde consiguió ser medallista de bronce olímpico en 1980 en los 4x200 metros estilo libre. Participó en 3 Juegos Olímpicos; 1980, 1984 y 1988.

## Carrera deportiva
En los Juegos Olímpicos de Moscú 1980 ganó la medalla de bronce en los relevos de 4x200 metros estilo libre, con un tiempo de 7:28.60 segundos, tras la Unión Soviética (oro) y la República Democrática Alemana (plata), siendo sus compañeros de equipo los nadadores: Marcus Mattioli, Cyro Marques y Djan Madruga.